# 小虎
小虎（ことら）は、吉本興業東京本社に所属する日本のお笑いコンビ。東京NSC24期生。

## メンバー
りょう (1995年12月28日 - ）（29歳）
ツッコミ・ネタ作り担当、立ち位置は向かって右。
- 身長170cm、体重81.3kg、血液型O型。
- 愛知県豊田市出身、栄徳高等学校出身、桜美林大学芸術文化学群卒業。
- 大学では劇団を主宰し、脚本・演出・スタッフワークなどの活動をしていた。
- お笑いをはじめ、テレビドラマ、演劇、アイドル、音楽、漫画、ディズニーピクサーなどへの造詣が深い。
- コンビではネタ作り以外に、主にライブの企画、動画の編集、スケジュール管理などを担っている。
- 哀川翔を崇拝している。
- ニューヨーク屋敷曰くキレると名古屋弁になる。

福井 祐樹 (ふくい ゆうき、1990年2月19日 - ）（35歳）
ボケ担当、立ち位置は向かって左。
- 身長165cm、体重68kg、血液型B型。
- 東京都西東京市出身、動物関係の専門学校中退。
- 競馬への愛が深く、ニューヨークのYouTubeチャンネルで競馬予想を行っている。また、自身のYouTubeチャンネルは「小虎福井の競馬愛」というコーナーで競馬予想を行っている。コンビでも競馬予想をしている。
- 乗馬が特技で、乗馬のキャンプのボランティアリーダーをしていた。馬に関わる仕事をしたくて動物関係の専門学校を選んだが、入学したのはトリマーのコースだったために半年で中退した。
- 氣志團とKEYTALKを崇拝しており、私服は基本的にバンドTシャツ以外は着ることはない。
- ズボラ。あまりのズボラさに2022年10月17日放送の「有吉ゼミ」の「お片付けレスキュー」にてお掃除芸人でどきどきキャンプの佐藤満春と松本薫、水卜麻美が片付ける様子が放映され、MCの坂上忍に「(ゴミ屋敷の)質が最悪」とまで言わせた。同番組で片付ける芸人宅は5、6年掛けてゴミ屋敷化する例が多いが、福井宅は福井のズボラさが凄い為かゴミを放置しすぎて一年足らずでゴミ屋敷化した。セブンイレブンの「とろっと卵黄の煮卵」も放置され過ぎて悪臭を放つ程で、ネタで使う小道具も雑に置かれ、失くす事すらあった。また、キッチンも汚れがこびり付きすぎている等最悪な有り様。これには同居芸人も迷惑がっていた。最終的に佐藤考案の壁面収納にする事で小道具も収納出来、服も脱ぎっぱなしにしなくて済む様になる。また、キッチンも新品と見紛う程に綺麗になる。
- ワタナベコメディスクール（17期）、松竹芸能養成所（東京26期）を経てNSCに入った。

## 出演

### テレビ
- Nスタ（TBSテレビ、2019年11月19日[4]）
- 水曜日のダウンタウン（TBSテレビ、2019年12月25日[5]、2020年11月4日、2024年10月3日） - りょうのみ
- JOYのASOBU-TV JOYnt!（群馬テレビ、2021年6月23日[6]）
- 超逆境クイズバトル!! 99人の壁（フジテレビ、2021年8月14日[7]） - りょうのみ
- 元旦に爆誕！ネクストブレイク芸人ガチャ２０２２（テレビ東京、2022年1月1日) - 福井のみ
- 仮面ライダーリバイス22話（テレビ朝日、2022年2月13日) 芸人役
- 村上信五のだれかおるやろ!（ひかりTV、2022年10月5日、東海テレビ、2022年10月12日） - りょうのみ
- 有吉ゼミ（日本テレビ、2022年10月17日 ）
- 進め！豊田少年家族（ひまわりネットワーク、2023年4月8日 - ） - りょうのみ
- 東野山里のインプット(BSよしもと、2024年5月19日)-りょうのみ
- くりぃむナンタラ(テレビ朝日、2024年7月17日)-りょうのみ
- チョコプランナー(テレビ朝日、2024年9月29日)

### 配信番組
- セガなま〜セガゲームクリエイター名越稔洋の生でカンパイ〜（YouTube、2020年2月25日[8]）
- チャンスの時間（2022年12月18日、AbemaTV）-福井のみ
- Blah!Blah!Blah!「銀シャリのハガキ職人全員芸人」#47 #49 （Lemino、 2024年3月大会 - ）-りょうのみ
- AKバラエティ シーズン2（2024年10月12日 、YouTube「AKRacing JP」)
- ドラマの話がしたいんだ！(YouTube、2024年10月31日- J:COM チャンネル内)-りょうのみ

### CM
- 日本郵便 ゆうパック 「ゆうパック ご近所散歩中・夜の大行列」篇（2023年12月20日 - ）

### 連載
- よしもとドラマ部 の「ドラマな窓口」（J:magazine!2024年8月14日- )-りょうのみ

## ライブ

### 単独ライブ
- 虎の威を借る小虎 vol.1 ゲスト:ニューヨーク（ヨシモト∞ドームⅡ、2019年11月8日）
- 虎の威を借る小虎 vol.2 ゲスト:囲碁将棋、バニラボックス、ストレッチーズ、マートン（ヨシモト∞ドームI、2020年1月26日）

### トークライブ
- 檻の中の楽屋（ヨシモト∞ドームⅡ、2019年10月3日） - りょうのみ
- 檻の中の楽屋（ヨシモト∞ドームⅡ、2020年1月4日） - りょうのみ

### 主催ライブ
- 小虎ライブvol.1「じれったいがぁ｣（神保町よしもと漫才劇場、2021年4月6日）
- 小虎ライブvol.2「うぬぼれ虎｣（神保町よしもと漫才劇場、2021年5月20日）
- 小虎ライブVol.3「監獄のこ虎さま｣（神保町よしもと漫才劇場、2021年6月11日）
- 小虎ライブVol.4「虎の家の話｣（神保町よしもと漫才劇場、2021年9月21日）
- 小虎ライブVol.5「ことらですがなにか｣（神保町よしもと漫才劇場、2021年10月21日）
- 小虎ライブVol.6「小虎津キャッツアイ｣（神保町よしもと漫才劇場、2022年1月13日）